# Habitus
A habitus vagy más szóval csuha, a szerzetesek durva vászonból készült, földig érő, hosszú ujjú felsőruhája. Deréknál sokszor övvel, vagy kötéllel, úgynevezett kordával kötik meg. A korda lelógó szárán levő három csomó a szerzetesek hármas fogadalmát jelképezi:
- szegénység
- tisztaság
- engedelmesség

Különféle habitusok a római katolikus egyházban:

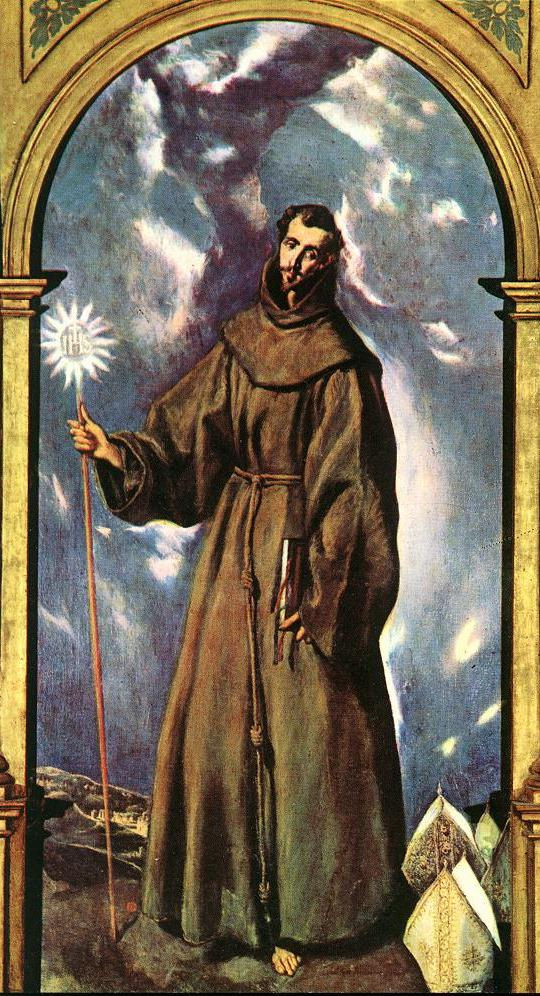
A ferences rendi szerzetesek habitusa legtöbbször barna vagy szürke, a harmadrendi ferenceseké sokszor fekete.
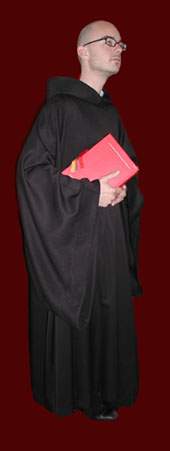
A bencések habitusa fekete. Szabása sokszor kolostoronként változó.
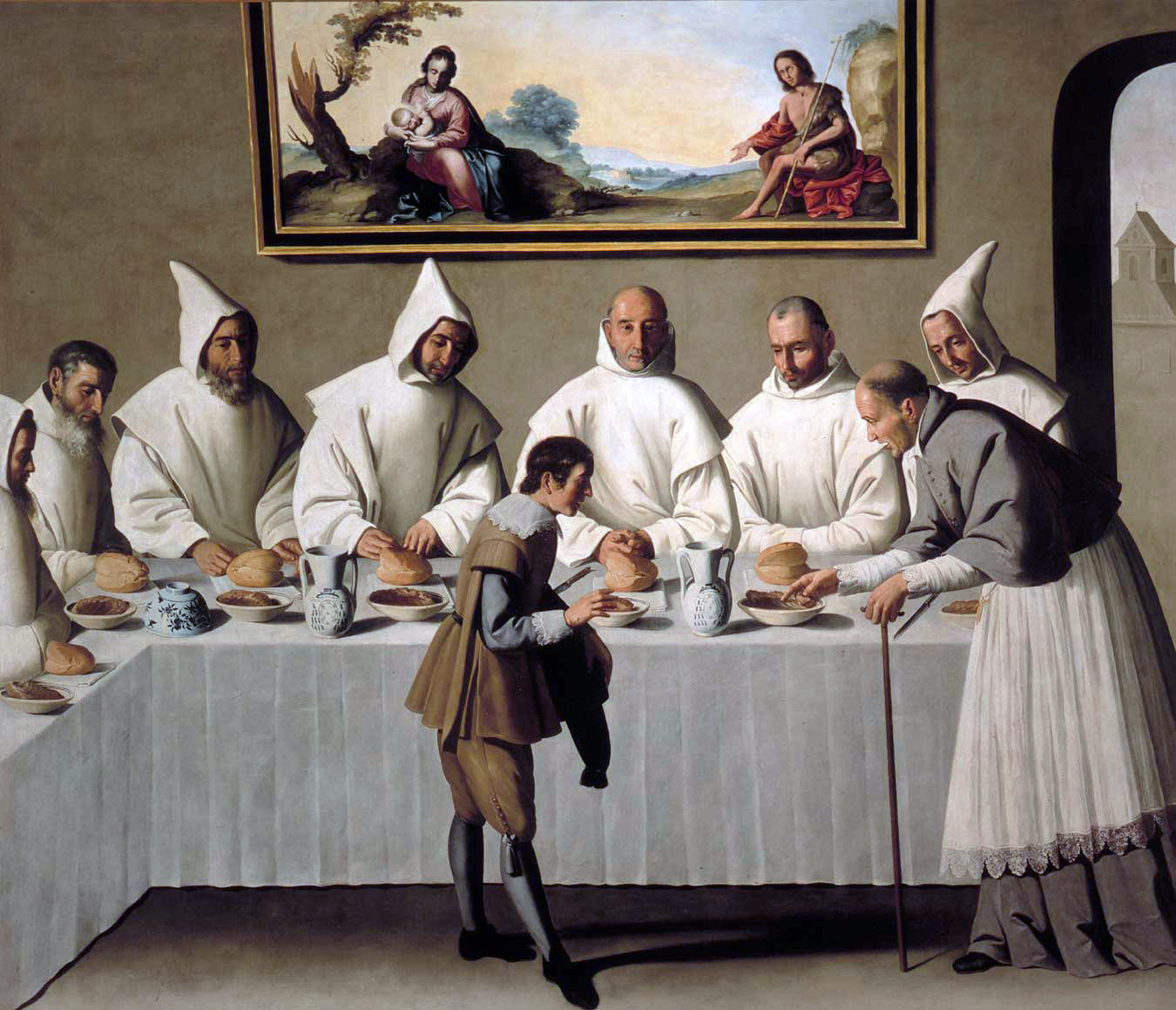
A karthauzi szerzetesek habitusa fehér. A novíciusok fekete palástot viselnek a habitus felett.
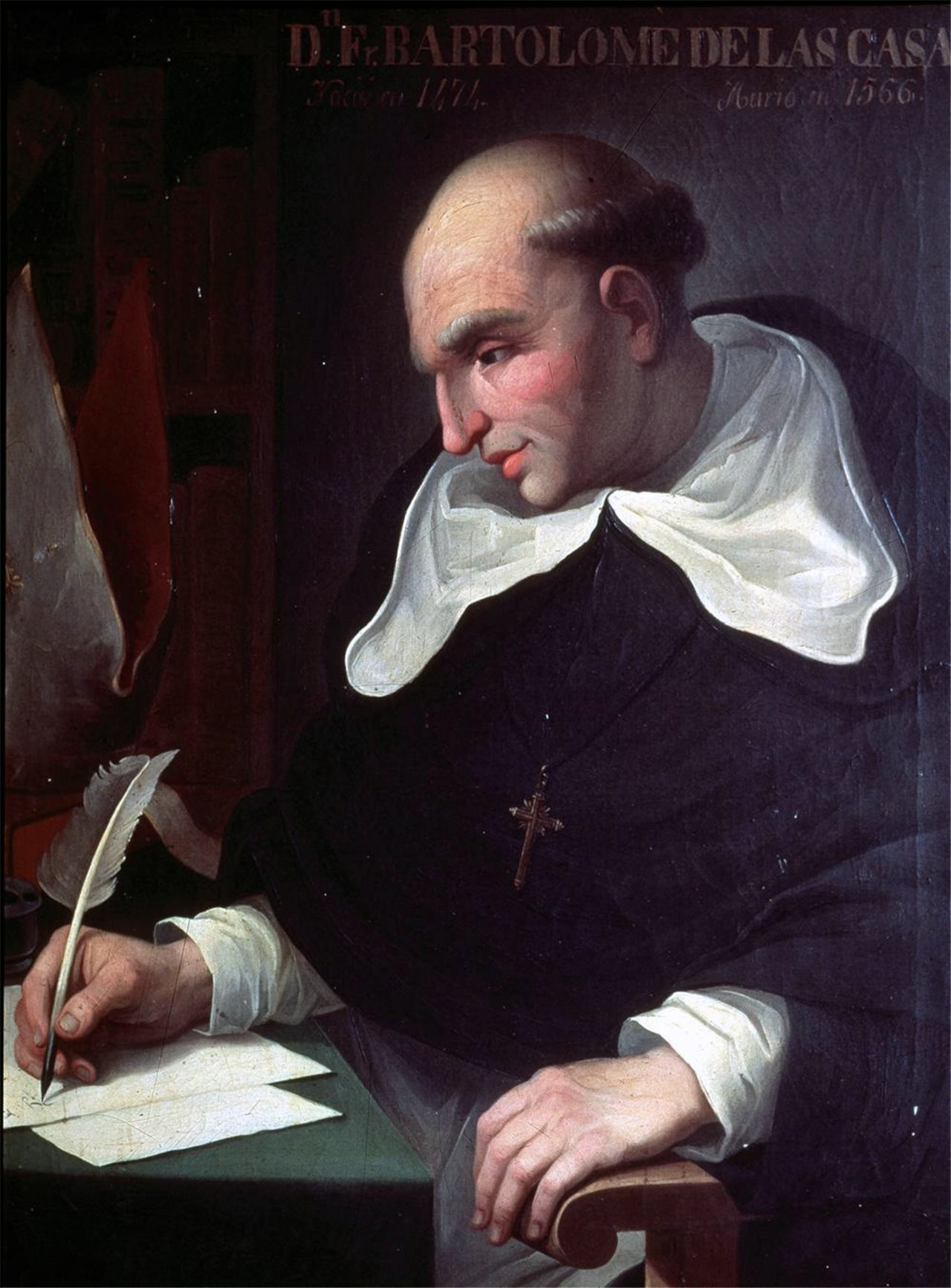
A dominikánusok habitusa fekete-fehér.
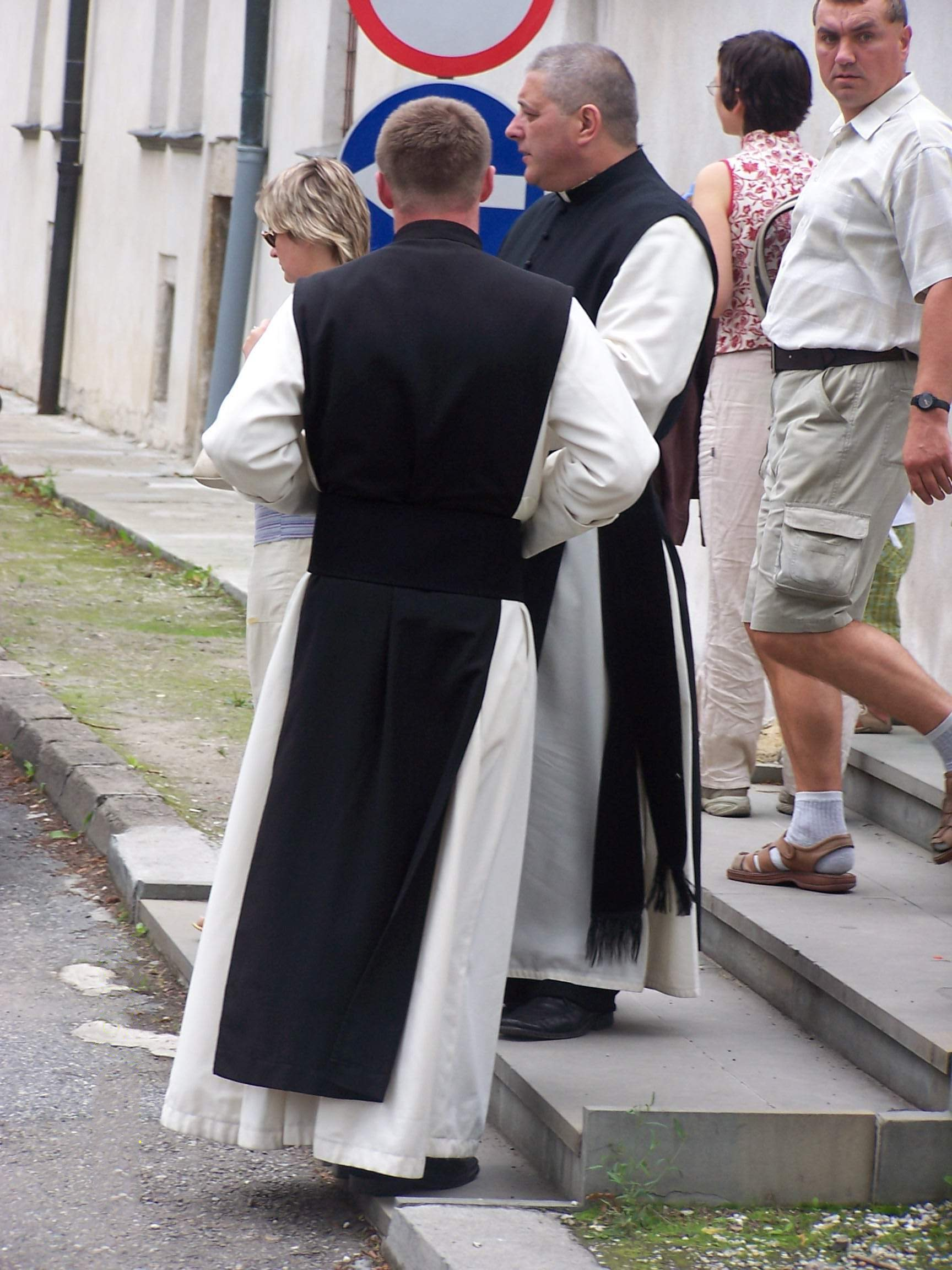
Ciszterci szerzetesek habitusban, mely fölött fekete skapulárét viselnek.
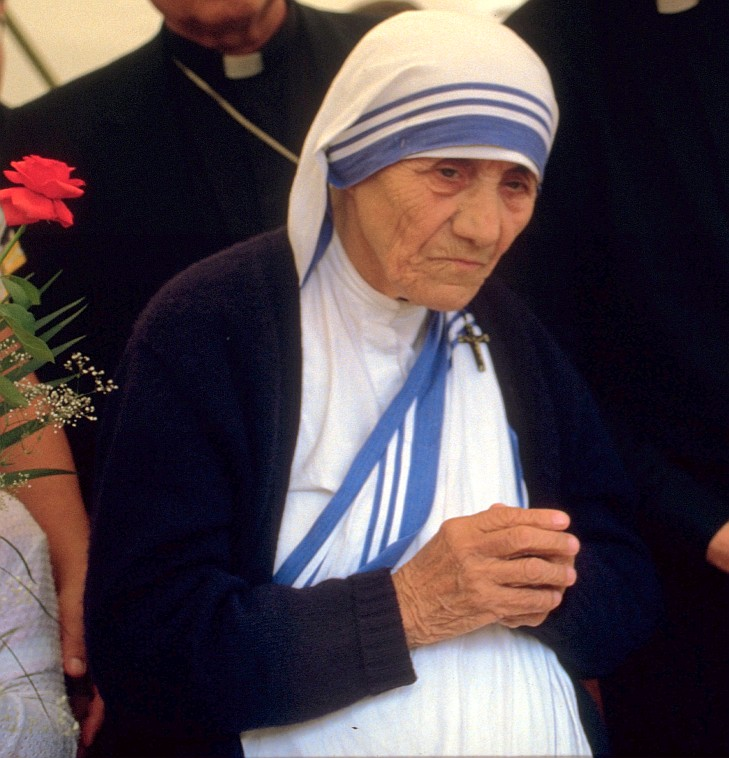
Teréz anya, az általa alapított Szeretet Misszionáriusai rend habitusában, mely az indiai szárira emlékeztet.
A Szentháromság Rendjének habitusa fehér. Rajta kereszt, melynek vízszintes szára kék, a függőleges pedig piros.
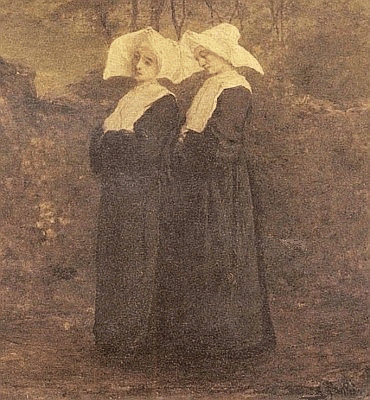
A Szeretet Nővéreinek habitusa.